# کارل والتر (کاشف)
کارل والتر (حدود ۱۸۳۱ میلادی - ۷ اکتبر۱۹۰۷ میلادی)، معروف به چارلز والتر، یک گیاه‌شناس و عکاس متولد آلمان بود و در استرالیا زندگی می‌کرد. والتر در حدود سال ۱۸۳۱ میلادی در مکلنبورگ آلمان متولد شد و در دهه ۱۸۵۰ میلادی وارد ویکتوریا شد.

## گیاه‌شناسی
والتر گونه جدیدی از بوته نعناع را در کوه الری کشف و جمع‌آوری کرد که به افتخار وی توسط گیاه‌شناس دولت ویکتوریا فردیناند فون مولر در سال ۱۸۷۰ میلادی به عنوان Prostanthera walteri نامگذاری شد. تصور می‌شود که والتر همراه با تیم بررسی ژئودتیک به ریاست ستاره‌شناس دولت رابرت ال جی الری که از سال ۱۸۶۹ میلادی تا ۱۸۷۱ میلادی از Gippsland شرقی و مرز با نیو ساوت ولز نظر سنجی می‌کردند، همراه بود.
وی به نمایندگی از آناتول فون هوگل گیاهان را جمع‌آوری کرد و در سال ۱۸۷۵ میلادی مبلغ جورج براون را در اکتشاف مجمع الجزایر بیسمارک همراهی کرد.
در سال ۱۸۸۹ میلادی، والتر نمونه ای از گیاه اکالیپتوس x brevirostris را در سال ۱۸۸۹ میلادی در منطقه یارا علیا جمع‌آوری کرد.
در طی دهه ۱۸۹۰ میلادی، والتر نمونه‌های گیاهی را در آلپ استرالیا جمع‌آوری کرد، که چارلز فرانسوی جوان نیز آنها را همراهی می‌کرد.
از دهه ۱۸۹۰ میلادی تا زمان مرگش در سال ۱۹۰۷ میلادی، والتر رئیس گیاهشناسی اقتصادی در موزه فناوری در ملبورن بود.
در سال ۱۹۰۶ میلادی، والتر زیرگونه جدیدی از ارکیده Diuris punctata را در The Naturalist Victorian، بر اساس مواد گیاهی جمع‌آوری شده در کوه Arapiles توسط سنت الی دالتون توصیف کرد. او آن را Diuris puncata var نامید. d'Altoni، متعاقباً به daltoni اصلاح شد.

## عکاسی
والتر با راه اندازی یک استودیوی عکاسی در ملبورن، خود را به عنوان «هنرمند عکاسی کشور» یا «هنرمند عکاسی منظره» معرفی کرد. برای مدت بیست سال و از حدود سال ۱۸۶۲ میلادی، او به‌طور دوره ای با تجهیزات دوربین و تجهیزات کمپینگ در کوله پشتی به مناطق شرقی و آلپ ویکتوریا سفر می‌کرد.
در سال ۱۸۶۶ میلادی والتر ۱۰۶ عکس از مردم بومی در Coranderrk در شرق ملبورن گرفت که در نمایشگاه بین استعماری استرالیا در ملبورن در ۶۷–۱۸۶۶ به نمایش گذاشته شد.